# Медичне право України
Медичне право – інтегративна система правових норм, якими регламентується застосування медичних, профілактичних, оздоровчих та інших фахових заходів, спрямованих на збереження життя, підтримання та зміцнення здоров’я і працездатності, оптимальної фізіологічної форми та інтелектуальної, творчої й соціальної активності людини в сучасних умовах інтенсифікації її  життєдіяльності.
Медичне право, як і інші галузі права, має свою власну історію, в межах якої виокремлюються певні періоди, актуалізуються події, що значно вплинули на подальший розвиток правового регулювання медичної діяльності. Історія медичного права України природним чином тісно пов’язана з історією нашої держави, увібравши у себе всі особливості, складнощі, проблеми вітчизняного права та державотворення. Охорона здоров’я як важлива самостійна функція державної влади і місцевого самоврядування має спеціальне законодавство, систему органів управління, які забезпечують реалізацію права на охорону здоров’я, джерела фінансування, мету, завдання, методи їх реалізації. Законодавство є важливим та ефективним засобом державного керівництва суспільством, що охоплює практично всі сфери життєдіяльності людини, у тому числі й галузь охорони здоров’я.
Об’єктом «Медичного права» є суспільні відносини, які виникають у процесі здійснення медичної діяльності.
Предметом «Медичного права» є реалізація стратегії забезпечення здоров’я населення, надання медичної допомоги, діагностичних, лікувальних та профілактичних заходів для зміцнення здоров’я і працездатності населення, здійснення заходів контролю за якістю медичної діяльності та надання медичних послуг, правовий аналізу норм медичного права й заснованої на них діяльності медичних установ і суспільних інститутів. 

## Зміст та особливості медичного права України
Основні питання «Медичного права»: концепт, система та принципи медичного права; особливості законодавчих актів у сфері охорони здоров’я; міжнародне медичне право; правовий статус суб’єктів медичних правовідносин; система прав людини у сфері охорони здоров’я; правові основи медичної і реабілітаційної допомоги; особливості правового регулювання сімейної медицини в Україні; правові особливості профілактики та лікування інфекційних хвороб; правова регламентація забезпечення санітарного та епідемічного благополуччя; правове регулювання провадження фармацевтичної діяльності (фармацевтичне право); правові основи надання медичної допомоги фізично та соціально уразливим верствам населення; правовий порядок надання психіатричної допомоги; процедуру проведення медичних досліджень та експертиз; захист лікарської таємниці; реалізації заходів медичної допомоги та медичного страхування, донорства та примусового медичного лікування; питання юридичної відповідальності медичних працівників.
Існують певні особливості у розвитку сучасного законодавства в сфері медичного права та охорони здоров’я: 1) його якість неповною мірою відповідає сучасним вимогам законотворення; 2) відсутня науково обґрунтована стратегія законотворчості в сфері медицини; 3) недостатньо унормована діяльність державної, комунальної, приватної та відомчої сфер системи охорони здоров’я; 4) не прийнято низки вкрай важливих нормативно - правових актів.
На сьогодні суспільні відносини, що виникають у галузі медичної діяльності, грунтуючись на нормах Конституції України, регулюються як окремими законодавчими актами, так і системою  відомчих нормативних актів.  Виникає слушна пропозиція щодо необхідності систематизації правових норм та розробки окремого інтегративного законодавчого акту – Медичного кодексу України.
Акцентуючи увагу на питаннях цивільного, кримінального, адміністративного, господарського, майнового права, права соціального забезпечення фахівців в царині юриспруденції далеко не завжди усвідомлюють гуманоцентричну природу права, а саме те, що життя людини є найвищою соціальною цінністю. Людиноцентризм не має бути декларативним гаслом, а повинен перейти в реальний стан справ, який має надати більші гарантії пацієнтам, збільшить довіру громадян до медичних інституцій, покращить керованість медичної галузі і, врешті, спрямує дії держави на суттєве покращення правового регулювання медичної діяльності.